# Giuseppe Felice Tosi
Giuseppe Felice Tosi (Bolonya, 1630 -?) fou un compositor del Barroc. Era pare del cantant Pietro Francesco. Fou mestre de capella de l'església de Sant Joan i organista de la de Sant Petronil; des de 1666 va pertànyer a l'Acadèmia Filharmònica de la seva ciutat natal, la qual el va elegir president el 1669, i des del 1683 desenvolupà el càrrec de mestre de capella de la catedral de Ferrara. Va compondre, música sacra instrumental, i diverses òperes, entre elles: Atide (1679); Erismonda (1681); Trafano (1684); Giunio Bruto (1886); Orazio (1688); Pirro e Demetrio (1690); Alboino in Italia (1691) i Amulio e Numitore (?).